# 홍주 홍씨
홍주 홍씨(洪州 洪氏)는 충청남도 홍성군을 관향으로 하는 한국의 성씨이다.

## 역사
시조 홍규(洪規)는 홍주(洪州) 사람으로 왕건이 후백제를 정벌할 때 고려 개국에 공을 세우고 삼중대광(三重大匡)을 역임하였다. 홍규의 딸은 고려 태조의 제12비인 흥복원부인(興福院夫人) 홍씨(洪氏)이다. 흥복원부인은 태자(太子) 왕직(王稷)과 공주(公主) 한 명을 낳았다.
사학계는 927년(태조 10년) 왕건이 후백제의 운주(運州)를 격파하였을 때 운주(運州)의 성주(城主)였던 긍준(兢俊)을 홍규와 동일인으로 본다. 운주(運州)는 1012년(현종 3) 홍주(洪州)로 개칭되었다.

## 인물
- 홍서주(洪敍疇) : 1429년(세종 11) 식년 문과에 급제하고 전라도사(全羅都事)를 역임하였다.
- 홍빈(洪濱) : 홍서주의 아들. 1468년(세조 14) 식년 문과에 급제하여 사헌부 지평(持平)을 역임하고, 1492년(성종 23) 평산부사(平山府使)가 되었다.
- 홍석견(洪石堅) : 홍빈의 아들. 1504년(연산군 10) 진사시에 합격하고, 1520년(중종 15) 별시 문과에 급제하여 이듬해 승정원가주서(承政院假主書)를 거쳐 1524년(중종 19) 정언이 되었다. 정언으로 재직 중 서북면의 위장(衛將)들이 야인에게 패하여 국가의 위엄을 손상시키고, 군기를 제대로 살피지 못하였으므로 각기 죄의 경중에 따라 나추하거나 파직하기를 청하여 윤허 받았다. 1525년 생원‧진사과 복시 때에 감찰로 차임되었다가 사헌부지평이 되었는데 당시 대사헌 홍언필(洪彦弼)의 집 문에 화살이 꽂힌 사건을 계기로, 대간(臺諫)의 소임을 맡고 있으면서 복잡한 사안이나 사람들의 원통함을 풀어주지 못한 책임이 있으니 사헌부 관원들과 함께 관직에서 물러나겠다고 청하였으나 허락되지 않았다. 1528년(중종 23)에는 지방 수령들의 탐학의 폐단을 지적하고 관찰사로 하여금 단속시킬 것을 청하였다. 1529년(중종 24) 세자시강원필선으로 있던 중 동궁의 요속(僚屬)이 되어 세자를 보살피기에는 인품이 떨어진다는 사간원의 탄핵을 받았으며, 같은 해 9월 강원도어사로 파견되어 민심을 살피고 돌아왔다. 이듬해 사헌부장령이 되었으나 필선으로 있을 당시 인품이 바르지 않아 논박받았으므로 대간에 합당하지 않다는 사헌부‧사간원의 탄핵을 받고 다시 교체되었다.

## 본관
홍주(洪州)는 충청남도 홍성군(洪城郡)에 속해 있던 지명이다. 백제시대 사시량현(沙尸良縣)이었다가 신라에 편입된 뒤 757년(경덕왕 16)에 신평현(新平縣)으로 개칭하였다. 995년(고려 성종 14)에는 운주(運州)로 개편하였다가 1012년(현종 3) 홍주(洪州)로 개칭하였다. 1356년(공민왕 5)에 홍주목(洪州牧)으로 승격하였다. 1914년 홍주군과 결성군 일원과 병합하여 홍성군으로 개편되었다.

## 과거 급제자
홍주 홍씨는 조선시대 문과 급제자 4명, 무과 급제자 7명을 배출하였다.
문과
홍빈(洪濱) 홍서주(洪敍疇) 홍석견(洪石堅) 홍찬서(洪纘緖)
무과
홍계구(洪啓九) 홍대운(洪大雲) 홍수징(洪洙澄) 홍수호(洪洙浩) 홍우(洪宇)
홍천(洪千) 홍천백(洪天白)
생원시
홍옥견(洪玉堅) 홍찬서(洪纘緖) 홍한(洪漢)
진사시
홍종한(洪宗漢)

## 항렬자
| 32世   | 33世   | 34世   | 35世   | 36世   | 37世   | 38世   | 39世   | 40世   | 41世   | 42世   | 43世   | 44世   | 45世   |
| ------ | ------ | ------ | ------ | ------ | ------ | ------ | ------ | ------ | ------ | ------ | ------ | ------ | ------ |
| 순(淳) | 식(植) | 희(熙) | 균(均) | 현(鉉) | 영(永) | 병(秉) | 순(淳) | 식(植) | 희(熙) | 균(均) | 현(鉉) | 영(永) | 병(秉) |

## 고려 왕실과의 인척 관계
- 태조비 흥복원부인
- 흥복원부(興福院夫人) 홍씨(洪氏)는 홍주(洪州)인이니 삼중대광(三重大匡)홍규(洪規)의 딸로 태자(太子)왕직(王稷)과 공주(公主)일후(一後)를 낳았다
- 출처 : 고려사 후비 서문
- 홍주홍씨33세손 홍연식입니다 족보를 만들기위해 검색을 하다보니 위와같은 내용이 있어 사실 확인을 위해 글을 올립니다
- 통화를 원하시면 010 3871 3488로 연락바랍니다

## 인구
- 2000년 935명
- 2015년 홍주 홍씨 924명 + 홍성 홍씨 24명 = 948명